# Ray Gillen
Ray Gillen (n. 12 mai 1959 - d. 1 decembrie 1993) a fost un cântăreț, cel mai bine cunoscut pentru activitatea sa cu trupele Black Sabbath, Badlands și Phenomena.
1. 1 2  Ray Gillen, Encyclopaedia Metallum, accesat în 9 octombrie 2017
2. 1 2  Ray Gillen, Find a Grave, accesat în 9 octombrie 2017
3. 1 2  Ray Gillen, Autoritatea BnF